# عدد كتلي

ذرة ليثيوم وتتكون من نواة تحتوي على 3 بروتونات و 4 نيوترونات، وتوجد 3 إلكترونات تلف حولها في مدارات. عدد الكتلة هو مجموع عدد البروتونات والنيوترونات، أي هنا يساوي 7.

العدد الكتلي أو عدد الكتلة أو عدد الكتلة الذري هو عدد البروتونات والنيوترونات في النواة. يوجد عدد الكتلة وحيد لكل نظير من نظائر العنصر ويكتب إما بعد اسم العنصر أو في أعلى يساره بحجم أصغر. فمثلا كربون-12 أو ({\displaystyle {}^{12}\mathrm {C} }) وهنا يكون الكربون له 6 بروتونات، و6 نيوترونات. كما أن الرمز الكامل للنظير يحتوى العدد الذري ({\displaystyle Z}) على أسفل يسار اسم العنصر {\displaystyle {}_{~6}^{12}\mathrm {C} }. ويعتبر استخدام كل من العدد الذري وعدد الكتلة نادرا، إلا في حالة الرغبة في معرفة عدد البروتونات والنيترونات في النواة، وغالبا ما يكون في التفاعلات التي تهتم بدراسة النواة والتي تتغير خلالها أعداد البروتونات والنيوترونات.
الفرق بين عدد الكتلة والعدد الذري :
{\displaystyle N=A-Z}
حيث يعطى العدد {\displaystyle N} عدد النيوترونات الموجودة في النواة.
في الكيمياء نستخدم الكتلة الذرية أو الوزن الذري.

## تغير العدد الذري خلال تحلل النواة
لدى بعض ذرات العناصر خاصية التحلل الذاتي فيما يسمى تحلل إشعاعي ويكون ذلك التحلل مصحوبا بتغير عدد البروتونات والنيوترونات فيها (تحلل ألفا وتحلل بيتا)، بالإضافة إلى ذلك يمكن أن تتحلل الذرة بإصدار أشعة غاما وفي تلك الحالة لا يحدث تغير لأعداد البروتونات والنيوترونات فيها لأن أشعة غاما هي أشعة كهرومغناطيسية ذات طاقة عالية.
فمثلا، يتحلل يورانيوم-238 عن طريق تحلل ألفا، أي تفقد النواة جسيم ألفا يتكون من 2 بروتون و 2 نيوترون .بحيث ينقص العدد الذري للنواة بمقدار 2 ({\displaystyle Z:92\to 90} ) وينخفض عدد النيوترونات بمقار 2 ( {\displaystyle N:146\to 144}). جسيم ألفا المتكون من 2 بروتون و 2 نيوترون هو نواة ذرة الهيليوم، أما ماتبقى من نواة اليورانيوم-238 فيكون قد تحول إلى عنصر آخر وهو الثوريوم-234 .
{\displaystyle {}_{~92}^{238}\mathrm {U} \to {}_{~90}^{234}\mathrm {Th} +{}_{2}^{4}\mathrm {He} }
كما يتحلل كربون-14 بطريقة طبيعية عن طريق تحلل بيتا حيث يتحول أحد نيوترونات النواة إلى بروتون ويكون ذلك مصحوبا بإصدار إلكترون وجسيم خفيف جدا جدا وربما ليست له كتلة يسمى نقيض نيوترينو.
أي أن العدد الذري يزيد بمقدار 1 ({\displaystyle Z:6\to 7}) ويبقى عدد الكتلة كما هو ({\displaystyle A=14}), ويقل عدد النيوترونات بمقدار 1 ({\displaystyle N:8\to 7}).
الذرة الناتجة هي النيتروجين-14 ويوجد في نواتها 7 بروتونات و 7 نيوترونات.
{\displaystyle {}_{~6}^{14}\mathrm {C} \to {}_{~7}^{14}\mathrm {N} +{\mbox{e}}^{-}+{\bar {\nu }}_{e}}
يوجد نوع ثالث لتحلل النواة يجري من دون تغير في عدد الكتلة وهو تحلل غاما وهذا يحدث عادة لحالة شبه مستقرة لبعض أنوية الذرات. ونظرا لكون عدد البروتونات وعدد النيوترونات لا يتغير خلال هذا النوع من التحلل فلا يتغير خلاله عدد الكتلة.

## عدد الكتلة وكتلة النظير
يعطي عدد الكتلة كتلة الذرة أو كتلة النظير بوحدات وحدة ذرية التي يرمز لها بالرمز (u). فمثلا {\displaystyle {}^{12}\mathrm {C} } تساوي كتلته الذرية 12، بوحدات وحدة ذرية ، وتعرف الوحدة الذرية (u) بأنها 1/12 من الكتلة الذرية لـ {\displaystyle {}^{12}\mathrm {C} } ، حيث يؤخذ الكربون-12 كمرجع قياسي. بالنسبة إلي نظائر أخرى فهي تختلف قليلا في حدود {\displaystyle 0.1~u} عن عدد الكتلة. ومثلا : {\displaystyle {}^{35}\mathrm {Cl} } له عدد كتلة 35 وكتلة النظير
34.96885.
ويرجع الاختلاف بين عدد الكتلة وكتلة النظير، والذي يسمى نقص الكتلة إلى سببين:
1. النيوترون أثقل قليلا من البروتون. وهذا يزيد من كتلة النواة التي فيها نيوترونات أكثر من البروتونات (وذلك بالنسبة إلى الكربون-12 الذي فيه 6 بروتونات و6 نيوترونات).
2. طاقة ارتباط النووية تختلف من نواة إلى نواة. النواة ذات طاقة ارتباط أكبر تكون طاقتها الكلية أصغر، وبالتالي تكون كتلتها أصغر، طبقا لمعادلة أينشتاين عن تكافؤ المادة والطاقة والمعادلة تقول :

{\displaystyle E=mc^{2}}
حيث {\displaystyle m} الكتلة و {\displaystyle c} سرعة الضوء في الفراغ.
بالنسبة إلى {\displaystyle {}^{35}\mathrm {Cl} } تكون كتلة النظير أقل قليلا من 35، ولكننا نأخذها على أنها 35.

## الكتلة الذرية لأحد العناصر
الكتلة الذرية التي تسمى أحيانا الوزن الذري هي متوسط كتل النظائر في هذا العنصر بحسب نسبها فيه.
وهذا الوزن المتوسط يمكن أن يختلف قليلا عن عدد صحيح بسبب وجود عدة نظائر في عنصر .
وبالنسبة إلى الكلور فهو مكون من نظيرين :الكلور-35 و الكلور-37. ففي أي عينة طبيعية لم تتعرض لفصل النظائر، سنجد فيها 75% من ذرات الكلور من نوع كلور-35، و 25% فقط من نظير الكلور-37. وهذا يعطي للوزن الذري للكلور 5و35 (أو بالضبط 35.4527 جرام/مول.)

## انقسام الذرة

انشطار نواة اليورانيوم-235 عند امتصاصها نيوترون. ينتج عن الانشطار طاقة قدرها 200 مليون إلكترون فولت.

نعني بانقسام الذرة في الحقيقة انقسام النواة، وتحدث تلك الظاهرة في أنوية بعض العناصر الثقيلة جدا مثل اليورانيوم والبلوتونيوم عند اصطدامها وامتصاصها نيوترون، ينتج عن الانقسام طاقة كبيرة جدا، وهي طاقة ارتباط الجزئين المنقسمين ببعضهما البعض. يكون الجزئين المنقسمين عنصرين جديدين ويكونان بالطبع أخف من النواة الاصلية، أي يكون لكل منهما عدد كتلة  أخف من عدد كتلة النواة الأم. يسمى هذا التفاعل انشطار نووي.
ينتج عن نواة اليورانيوم-235 عند امتصاصها لنيوترون أن تنقسم أوتنشطر إلى نواتين (هذا في أغلب الأحوال) ، كما من الممكن أن ينتج عن الانشطار أكثر من نواتين. وغالبا تنتج نواة لها كتلة ذرية خفيفة نسبيا (نحو 90 ) وتكون النواة الأخري ذات كتلة ذرية أكثر قليلا 140 . كما تتحرر من هذا التفاعل عدة نيوترونات : بين 2 أو 3. ويبقى مجموع البروتونات والنيوترونات قبل التفاعل وبعده ثابتا. كذلك ينشطر بلوتونيوم-239 عند امتصاصة نيوترون ويحدث له ما يحدث لليورانيوم-235.
وعلى سبيل المثال نذكر هنا تفاعلا انشطاريا للبلوتونيوم-239 بواسطة اصطدامه وامتصاصه لأحد النيوترونات :
{\displaystyle {}_{~94}^{239}\mathrm {Pu} +{}_{0}^{1}\mathrm {n} \to {}_{~56}^{144}\mathrm {Ba} +{}_{38}^{94}\mathrm {Sr} +2\ {}_{0}^{1}\mathrm {n} }
وكما نرى فقد انشطرت نواة البلوتونيوم أثناء تفاعلها مع النيوترون وتكوّن من هذا التفاعل عنصرين آخرين لكل منهما عدد كتلة  أصغر من عدد كتلة البلوتونيوم-239. هذان العنصران الناتجان من التفاعل هما الباريوم-144 وسترونتيوم-94. كما نلاحظ تحرر 2 نيوترون من هذا التفاعل.
ينتج عن كل عملية انشطار قدر هائل من الطاقة يبلغ نحو 200 مليون إلكترون فولت، و تظهر تلك الطاقة في صورة حرارة وإشعاع. وتعادل الطاقة المتحررة من الانقسام طاقة ارتباط نواتي الذرة الناتجتان. لهذا فالطاقة النووية أكبر كثيرا من طاقة ارتباط إلكترون في غلاف الذرة، إذتبلغ طاقة ارتباط الإلكترون نحو 13 كيلو إلكترون فولط فقط.